# Sciopsyche remissa
Sciopsyche remissa är en fjärilsart som beskrevs av Paul Dognin 1902. Sciopsyche remissa ingår i släktet Sciopsyche och familjen björnspinnare. Inga underarter finns listade.